# Kategoria e parë 2019/20
Die Kategoria e parë 2019/20 war die 72. Spielzeit der zweithöchsten albanischen Fußballliga und die 22. Saison unter diesem Namen. Sie begann am 14. September 2019 und endete wegen der COVID-19-Pandemie in Albanien erst am 22. Juli 2020 mit dem Meisterschaftsfinale.
Der Spielbetrieb wurde aufgrund des Veranstaltungsverbots während der Coronavirus-Krise am 12. März ausgesetzt. Meister wurde der KF Apolonia Fier. Aufgestiegen in der Kategoria Superiore sind der KS Kastrioti Kruja und KF Apolonia Fier.

## Modus
Die 20 Vereine spielten in zwei Gruppen zu je 10 Mannschaften. Die Saison wurde in einem zweistufigen Format durchgeführt. In der Vorrunde traf jede Mannschaft zweimal gegeneinander an; einmal zu Hause und einmal auswärts.
Nach Ablauf dieser Phase qualifizierten sich die jeweils vier besten Vereine für die Meisterschaftsrunde. Die beiden Tabellenersten stiegen in die Kategoria Superiore auf. Die beiden Zweitplatzierten spielten in zwei Runden um den Aufstieg.
Die Vereine auf den Plätzen 5 bis 10 der Vorrunde spielten danach in der Abstiegsrunde. Der jeweils Neunte und Zehnte stieg direkt ab, der Achte musste in die Relegation.

## Vereine
| Verein                | Stadt      |
| --------------------- | ---------- |
| KS Besëlidhja Lezha   | Lezha      |
| KS Burreli            | Burrel     |
| KS Dinamo Tirana      | Tirana     |
| KS Egnatia Rrogozhina | Rrogozhina |
| KF Erzeni Shijak      | Shijak     |
| KS Kastrioti Kruja    | Kruja      |
| KS Korabi Peshkopi    | Peshkopia  |
| Shkumbini Peqin       | Peqin      |
| KF Tërbuni Puka       | Puka       |
| KS Veleçiku Koplik    | Koplik     |

| Verein            | Stadt       |
| ----------------- | ----------- |
| KF Apolonia Fier  | Fier        |
| KF Devolli        | Bilisht     |
| KS Besa Kavaja    | Kavaja      |
| KF Elbasani       | Elbasan     |
| KS Iliria         | Fushë-Kruja |
| KS Lushnja        | Lushnja     |
| KF Oriku          | Orikum      |
| KS Pogradeci      | Pogradec    |
| FK Shënkolli      | Shënkoll    |
| KF Turbina Cërrik | Cërrik      |

## Vorrunde

### Gruppe A
| Pl. | Verein                 | Sp. | S  | U | N  | Tore    | Diff. | Punkte |
| --- | ---------------------- | --- | -- | - | -- | ------- | ----- | ------ |
| 1.  | KS Kastrioti Kruja (A) | 16  | 11 | 4 | 1  | 019:400 | +15   | 37     |
| 2.  | KS Besëlidhja Lezha    | 16  | 8  | 4 | 4  | 019:120 | +7    | 28     |
| 3.  | KS Korabi Peshkopi     | 16  | 8  | 1 | 7  | 016:150 | +1    | 25     |
| 4.  | KF Erzeni Shijak       | 16  | 7  | 4 | 5  | 018:100 | +8    | 25     |
| 5.  | KS Burreli             | 16  | 6  | 6 | 4  | 017:160 | +1    | 24     |
| 6.  | KS Egnatia Rrogozhina  | 16  | 4  | 7 | 5  | 014:130 | +1    | 19     |
| 7.  | KF Terbuni Pukë (N)    | 16  | 3  | 6 | 7  | 011:160 | −5    | 15     |
| 8.  | KS Veleçiku Koplik     | 16  | 3  | 4 | 9  | 011:220 | −11   | 13     |
| 9.  | KS Dinamo Tirana       | 16  | 3  | 2 | 11 | 009:260 | −17   | 11     |
| 10. | Shkumbini Peqin (N) 1  | 0   | 0  | 0 | 0  | 000:000 | ±0    | −3     |

Platzierungskriterien: 1. Punkte – 2. Tordifferenz – 3. geschossene Tore – 4. Direkter Vergleich (Punkte, Tordifferenz, geschossene Tore)
| (A) | Absteiger aus der Kategoria Superiore 2018/19 |
| (N) | Neuaufsteiger                                 |

### Gruppe B
| Pl. | Verein            | Sp. | S  | U | N  | Tore    | Diff. | Punkte |
| --- | ----------------- | --- | -- | - | -- | ------- | ----- | ------ |
| 1.  | KS Pogradeci      | 18  | 12 | 3 | 3  | 030:150 | +15   | 39     |
| 2.  | KF Apolonia Fier  | 18  | 11 | 4 | 3  | 036:140 | +22   | 37     |
| 3.  | KS Lushnja        | 18  | 11 | 2 | 5  | 030:180 | +12   | 35     |
| 4.  | KS Besa Kavaja    | 18  | 8  | 3 | 7  | 028:240 | +4    | 27     |
| 5.  | KF Oriku          | 18  | 6  | 6 | 6  | 012:150 | −3    | 24     |
| 6.  | KF Devolli (N)    | 18  | 7  | 3 | 8  | 029:300 | −1    | 24     |
| 7.  | KS Iliria         | 18  | 4  | 6 | 8  | 018:230 | −5    | 18     |
| 8.  | FK Shënkolli      | 18  | 3  | 8 | 7  | 017:280 | −11   | 17     |
| 9.  | FK Turbina Cërrik | 18  | 4  | 4 | 10 | 014:260 | −12   | 16     |
| 10. | KF Elbasani       | 18  | 4  | 1 | 13 | 014:350 | −21   | 13     |

Platzierungskriterien: 1. Punkte – 2. Tordifferenz – 3. geschossene Tore – 4. Direkter Vergleich (Punkte, Tordifferenz, geschossene Tore)
| (A) | Absteiger aus der Kategoria Superiore 2018/19 |
| (N) | Neuaufsteiger                                 |

## Meisterschaftsrunde

### Gruppe A
| Pl. | Verein                 | Sp. | S  | U | N  | Tore    | Diff. | Punkte |
| --- | ---------------------- | --- | -- | - | -- | ------- | ----- | ------ |
| 1.  | KS Kastrioti Kruja (A) | 22  | 14 | 5 | 3  | 029:130 | +16   | 47     |
| 2.  | KS Besëlidhja Lezha    | 22  | 11 | 6 | 5  | 030:190 | +11   | 39     |
| 3.  | KS Korabi Peshkopi     | 22  | 11 | 3 | 8  | 026:220 | +4    | 36     |
| 4.  | KF Erzeni Shijak       | 22  | 7  | 5 | 10 | 025:250 | ±0    | 26     |

Platzierungskriterien: 1. Punkte – 2. Tordifferenz – 3. geschossene Tore – 4. Direkter Vergleich (Punkte, Tordifferenz, geschossene Tore)
| (A) | Absteiger aus der Kategoria Superiore 2018/19 |

### Gruppe B
| Pl. | Verein           | Sp. | S  | U | N  | Tore    | Diff. | Punkte |
| --- | ---------------- | --- | -- | - | -- | ------- | ----- | ------ |
| 1.  | KF Apolonia Fier | 24  | 15 | 6 | 3  | 055:260 | +29   | 51     |
| 2.  | KS Pogradeci     | 24  | 14 | 4 | 6  | 039:240 | +15   | 46     |
| 3.  | KS Lushnja       | 24  | 14 | 2 | 8  | 042:290 | +13   | 44     |
| 4.  | KS Besa Kavaja   | 24  | 9  | 4 | 11 | 042:460 | −4    | 31     |

Platzierungskriterien: 1. Punkte – 2. Tordifferenz – 3. geschossene Tore – 4. Direkter Vergleich (Punkte, Tordifferenz, geschossene Tore)

## Abstiegsrunde

### Gruppe A
| Pl. | Verein                | Sp. | S | U  | N  | Tore    | Diff. | Punkte |
| --- | --------------------- | --- | - | -- | -- | ------- | ----- | ------ |
| 5.  | KS Egnatia Rrogozhina | 24  | 7 | 10 | 7  | 021:190 | +2    | 31     |
| 6.  | KS Burreli            | 24  | 8 | 7  | 9  | 023:250 | −2    | 31     |
| 7.  | KS Dinamo Tirana      | 24  | 8 | 3  | 13 | 020:290 | −9    | 27     |
| 8.  | KS Veleçiku Koplik    | 24  | 6 | 7  | 11 | 021:300 | −9    | 25     |
| 9.  | KF Terbuni Pukë (N)   | 24  | 5 | 8  | 11 | 020:330 | −13   | 23     |

Platzierungskriterien: 1. Punkte – 2. Tordifferenz – 3. geschossene Tore – 4. Direkter Vergleich (Punkte, Tordifferenz, geschossene Tore)
| (N) | Neuaufsteiger |

### Gruppe B
| Pl. | Verein            | Sp. | S  | U | N  | Tore    | Diff. | Punkte |
| --- | ----------------- | --- | -- | - | -- | ------- | ----- | ------ |
| 5.  | KF Oriku          | 28  | 11 | 7 | 10 | 022:250 | −3    | 40     |
| 6.  | FK Turbina Cërrik | 28  | 11 | 5 | 12 | 039:350 | +4    | 38     |
| 7.  | KF Elbasani       | 28  | 12 | 1 | 15 | 042:500 | −8    | 37     |
| 8.  | KF Devolli (N)    | 28  | 10 | 4 | 14 | 039:430 | −4    | 34     |
| 9.  | KS Iliria         | 28  | 9  | 6 | 13 | 035:440 | −9    | 33     |
| 10. | FK Shënkolli      | 28  | 3  | 9 | 16 | 031:640 | −33   | 18     |

Platzierungskriterien: 1. Punkte – 2. Tordifferenz – 3. geschossene Tore – 4. Direkter Vergleich (Punkte, Tordifferenz, geschossene Tore)
| (N) | Neuaufsteiger |

## Endspiel Meisterschaft
| Datum         |                    | Ergebnis |                  |
| ------------- | ------------------ | -------- | ---------------- |
| 22. Juli 2020 | KS Kastrioti Kruja | 1:2      | KF Apolonia Fier |

## Relegation
Aufstieg
Zunächst trafen die beiden Gruppenzweiten aufeinander. Der Sieger spielte danach gegen den Achten der Kategoria Superiore um den Aufstieg.
| Datum          |                     | Ergebnis |                     |
| -------------- | ------------------- | -------- | ------------------- |
| 29. Juli 2020  | KS Besëlidhja Lezha | 3:2      | KS Pogradeci        |
| 2. August 2020 | KS Vllaznia Shkodra | 3:1      | KS Besëlidhja Lezha |

Alle Vereine blieben in ihren jeweiligen Ligen.
Abstieg
Die beiden Achtplatzierten spielten gegen die Relegationssieger der Kategoria e dytë.
| Datum          |                    | Ergebnis  |                       |
| -------------- | ------------------ | --------- | --------------------- |
| 4. August 2020 | KS Veleçiku Koplik | 2:1       | KF Maliqi             |
| 5. August 2020 | KF Devolli         | 3:4 n. V. | FK Partizani Tirana B |

KF Devolli stieg ab, Partizani Tirana B stieg auf.